# Crotalaria oligosperma
Crotalaria oligosperma är en ärtväxtart som beskrevs av Roger Marcus Polhill. Crotalaria oligosperma ingår i släktet sunnhampor, och familjen ärtväxter. Inga underarter finns listade i Catalogue of Life.